# Agence nationale pour la cohésion sociale et l'égalité des chances
Cet article possède un paronyme, voir Axé.
L'Agence nationale pour la cohésion sociale et l'égalité des chances (Acsé) est un établissement public à caractère administratif français qui « contribue à des actions en faveur des personnes rencontrant des difficultés d'insertion sociale ou professionnelle » ayant existé entre 2006 et 2014. Il est remplacé par le Commissariat général à l'égalité des territoires (CGET).

## Création
L’agence a été créée par la loi du 31 mars 2006 pour l'égalité des chances, publiée au Journal officiel le 2 avril 2006.
Elle remplace, depuis la mise en place de son conseil d'administration, le Fonds d'aide et de soutien pour l'intégration et la lutte contre les discriminations pour toutes les actions qui ne seront pas liées à des actions de participation à l'accueil des populations immigrées.

## Administration et composition du conseil d'administration de l'agence
L'Agence nationale pour la cohésion sociale et l'égalité des chances est administrée par un conseil d'administration, dont la présidente, nommée par décret ministériel est Naïma Charaï.  
Le conseil d'administration est composé de 13 représentants de l’État, deux représentants du Parlement, quatre représentants des communes, de leurs groupements, des départements et des régions, huit représentants des organisations syndicales d’employeurs et de salariés représentatives sur le plan national et quatre personnalités qualifiées, choisies en raison de leur expérience dans les domaines de compétence de l’Agence.

### Chronologie des présidentes
- 2006-2010 : Alix de La Bretesche
- 2010-2011 : Jeannette Bougrab
- 2011-2012 : Salima Saa
- 2012-2014 : Naïma Charaï

## Fonctionnement
Le représentant de l'État dans la région, le département y est le délégué de l'agence. Il signe les conventions passées pour son compte et concourt à leur mise en œuvre, à leur évaluation et à leur suivi.
Les règles d'organisation et de fonctionnement de l'Agence nationale pour la cohésion sociale et l'égalité des chances sont fixées par décret en Conseil d'État.

## Financement
« Les ressources de l'Agence nationale pour la cohésion sociale et l'égalité des chances sont constituées notamment par :
- Les subventions de l'État ;
- Les concours des fonds structurels de la Communauté européenne ;
- Les subventions de la Caisse des dépôts et consignations ;
- Les produits divers, dons et legs.

L'agence peut, en outre, recevoir, dans le cadre de conventions, des contributions d'organismes nationaux ou locaux des régimes obligatoires de sécurité sociale ou de la mutualité sociale agricole, ou d'établissements publics. »

## Mission et action de l'agence
- Elle met en œuvre, d'une part, sur le territoire national, des actions visant à l'intégration des populations immigrées et issues de l'immigration résidant en France. Une partie des agents et des missions de l'Acsé ont toutefois été transférées vers l'Office français de l'immigration et de l'intégration, qui dépend du ministère de l'Immigration, de l'Intégration, de l'Identité nationale et du Développement solidaire, en avril 2009[2]. Elle concourt à la lutte contre les discriminations. Elle contribue également à la lutte contre l'illettrisme.

- Elle participe, d'autre part, aux opérations en faveur des habitants des quartiers prioritaires de la politique de la ville. Dans le cadre de ces actions, elle promeut l'accessibilité au savoir et à la culture. En outre, dans ses interventions, l'agence prend en compte les spécificités des départements d'outre-mer.

- L'agence mène directement des actions ou accorde des concours financiers, après optimisation des crédits de droit commun, notamment dans le cadre d'engagements pluriannuels, aux collectivités territoriales, aux établissements publics de coopération intercommunale compétents et aux organismes publics ou privés, notamment les associations, qui conduisent des opérations concourant à ces objectifs. Elle veille à une mise en œuvre équitable de ces crédits sur l'ensemble du territoire national.

- Elle participe, par la conclusion de conventions pluriannuelles, au financement des contrats passés entre les collectivités territoriales et l'État pour la mise en œuvre d'actions en faveur des quartiers prioritaires de la politique de la ville.

## Conséquence de la mise en place de l'agence
« L'Agence nationale pour la cohésion sociale et l'égalité des chances est substituée, à la date d'installation de son conseil d'administration, au Fonds d'action et de soutien pour l'intégration et la lutte contre les discriminations pour l'ensemble des actions engagées par cet établissement public administratif ( à l'exception des actions de participation à l'accueil des populations immigrées) ».
Les actions de participation à l'accueil des populations immigrées seront « transférées à l'Agence nationale de l'accueil des étrangers et des migrations  ».
«  À compter de la date d'installation du conseil d'administration de l'Agence nationale pour la cohésion sociale et l'égalité des chances, les compétences, biens, moyens, droits et obligations du Fonds d'action et de soutien pour l'intégration et la lutte contre les discriminations sont respectivement transférés à l'Agence nationale de l'accueil des étrangers et des migrations pour ceux qui sont liés aux missions qui lui sont transférées et à l'Agence nationale pour la cohésion sociale et l'égalité des chances pour les autres. Ces transferts ne donnent lieu à aucune perception d'impôts, droits ou taxes. »
«  Les agents contractuels du Fonds d'action et de soutien pour l'intégration et la lutte contre les discriminations  transférés à l'Agence nationale pour la cohésion sociale et l'égalité des chances ou, avec leur accord, à l'Agence nationale de l'accueil des étrangers et des migrations  conservent le bénéfice de leurs contrats.»

## Suppression
La loi du 21 février 2014 de programmation pour la ville et la cohésion urbaine transfère à l’État les activités de l'Agence nationale pour la cohésion sociale et l'égalité des chances, au plus tard le 1er janvier 2015. À cette date, l'établissement public est dissous.
Le Commissariat général à l'égalité des territoires (CGET) est une nouvelle administration créée le 31 mars 2014 sous tutelle du Premier ministre français. Il est issu du regroupement de la Délégation interministérielle à l'aménagement du territoire et à l'attractivité régionale (Datar), du Secrétariat général du comité interministériel des villes (CIV) et de l’Agence nationale pour la cohésion sociale et l’égalité des chances (ACSÉ).
Il est chargé de concevoir, préparer et mettre en œuvre la politique nationale d'égalité des territoires, et d’en assurer le suivi et la coordination interministérielle. Il est chargé, en particulier, de la conception, de l'élaboration et de la mise en œuvre de la politique de la ville. Il veille au développement de la participation citoyenne à l'ensemble de ces politiques. Il assure l'évaluation des politiques publiques en matière d'égalité des territoires.

## Annexe